# Bibiana Fernández
Pour les articles homonymes, voir Fernández.
Bibiana Fernández, également appelée Bibi Ándersen jusqu'en 1998, est une chanteuse, actrice et présentatrice espagnole, née le 13 février 1954 à Tanger.

## Biographie
Bibiana Fernández, née Manuel Fernández, est connue jusqu'en 1998 comme Bibí Andersen. Au début des années 1980, pendant la Transition démocratique, elle obtient un certain succès avec des chansons comme Call me lady Champagne et Sálvame.
Femme trans, elle a interprété essentiellement des rôles de femmes, notamment pour Pedro Almodóvar. Elle joue ainsi, dans le film La Loi du désir, l'ex-compagne de Tina Quintero, personnage de femme trans elle-même interprétée par une femme cis (Carmen Maura).
Elle est aujourd'hui une icône des droits LGBT, notamment en Andalousie, et une personnalité people en Espagne.

## Filmographie
- 1977 : Cambio de sexo de Vicente Aranda - Bibí
- 1983 : La noche más hermosa de Manuel Gutiérrez Aragón - Bibí
- 1985 : Sé infiel y no mires con quién de Fernando Trueba - Raquel
- 1985 : Tráiler para amantes de lo prohibido de Pedro Almodóvar - Lili Put
- 1986 : Matador de Pedro Almodóvar - vendeuse de fleurs
- 1987 : La Loi du désir de Pedro Almodóvar - mère d'Ada
- 1988 : Remando al viento de Gonzalo Suárez - Fornarina
- 1991 : Talons aiguilles de Pedro Almodóvar - Susana
- 1993 : Action mutante d'Alex de la Iglesia - invitée de luxe
- 1993 : Kika de Pedro Almodóvar - Susana
- 1996 : Más que amor, frenesí d'Alfonso Albacete, Miguel Bardem et David Menkes - Cristina
- 2004 : Rojo sangre de Christian Molina - Dora Grizzel